# Rebecca Trehearn
Rebecca Trehearn (22 dicembre ...) è un'attrice e cantante gallese.

## Biografia
Dopo gli studi alla Mountview Academy of Theatre Arts, Rebecca Trehearn ha fatto il suo debutto sulle scene del West End nel musical We Will Rock You, a cui seguì nel 2007 il musical Dirty Dancing in scena all'Aldwych Theatre di Londra. Nel 2010 ha recitato nel musical di Andrew Lloyd Webber Aspects of Love per la regia di Trevor Nunn alla Menier Chocolate Factory, mentre nello stesso anno è tornata a calcare le scene del West End con Love Story. L'anno successivo recitò nel musical di Michael John LaChiusa Bernarda Alba all'Union Theatre di Londra prima di unirsi al cast di Ghost nel ruolo di Molly, un ruolo che ha interpretato sia nel West End che nella tournée britannica del 2013. Nel 2014 tornò a recitare a Londra con il musical di Benj Pasek e Justin Paul Dogfight alla Southwark Playhouse e con il musical di Cy Coleman City of Angels alla Donmar Warehouse.
Nel 2015 il regista Daniel Evans la diresse nel ruolo di Julie LaVerne nel musical Show Boat, in scena prima al Crucible Theatre di Sheffield e poi al New London Theatre nel West End londinese; per la sua interpretazione, Rebecca Trehearn vinse il Laurence Olivier Award alla migliore attrice non protagonista in un musical. Dopo il successo di Show Boat, la Trehearn tornò a recitare nell'Off West End con Floyd Collins (Wilton's Music Hall, 2016) e Diary of a Teenage Girl (Southwark Playhouse, 2017), prima di interpretare Fantine nel musical Les Misérables portato in scena dalla Pimlico Opera in una prigione del Surrey nel 2017.
Dal 2018 ha recitato in ruoli da protagonista nel circuito regionale, interpretando Charity Hope in Sweet Charity a Nottingham (2018), Rebecca Hershkowitz in Rags (Hope Mill Theatre, 2019) e Lili Vanessi in Kiss Me, Kate (Watermill Theatre, 2019). Nel dicembre 2019 è tornata sulle scene londinesi con un adattamento teatrale del Canto di Natale in scena all'Old Vic per la regia di Matthew Warchus, mentre nel 2020 è tornata a calcare le scene del West End ancora una volta con il musical City of Angels, in cui recita accanto a Vanessa Williams.

## Filmografia

### Cinema
- The Nan Movie, regia di Josie Rourke (2022)

### Televisione
- Casualty - serie TV, 1 episodio (2004)
- Dim Ond y Gwir - serie TV, 12 episodi (2015-2016)
- Pobol y Cwm - soap opera,  7 puntate (2023-2024)